# Dahlbergs bilskolas skylt

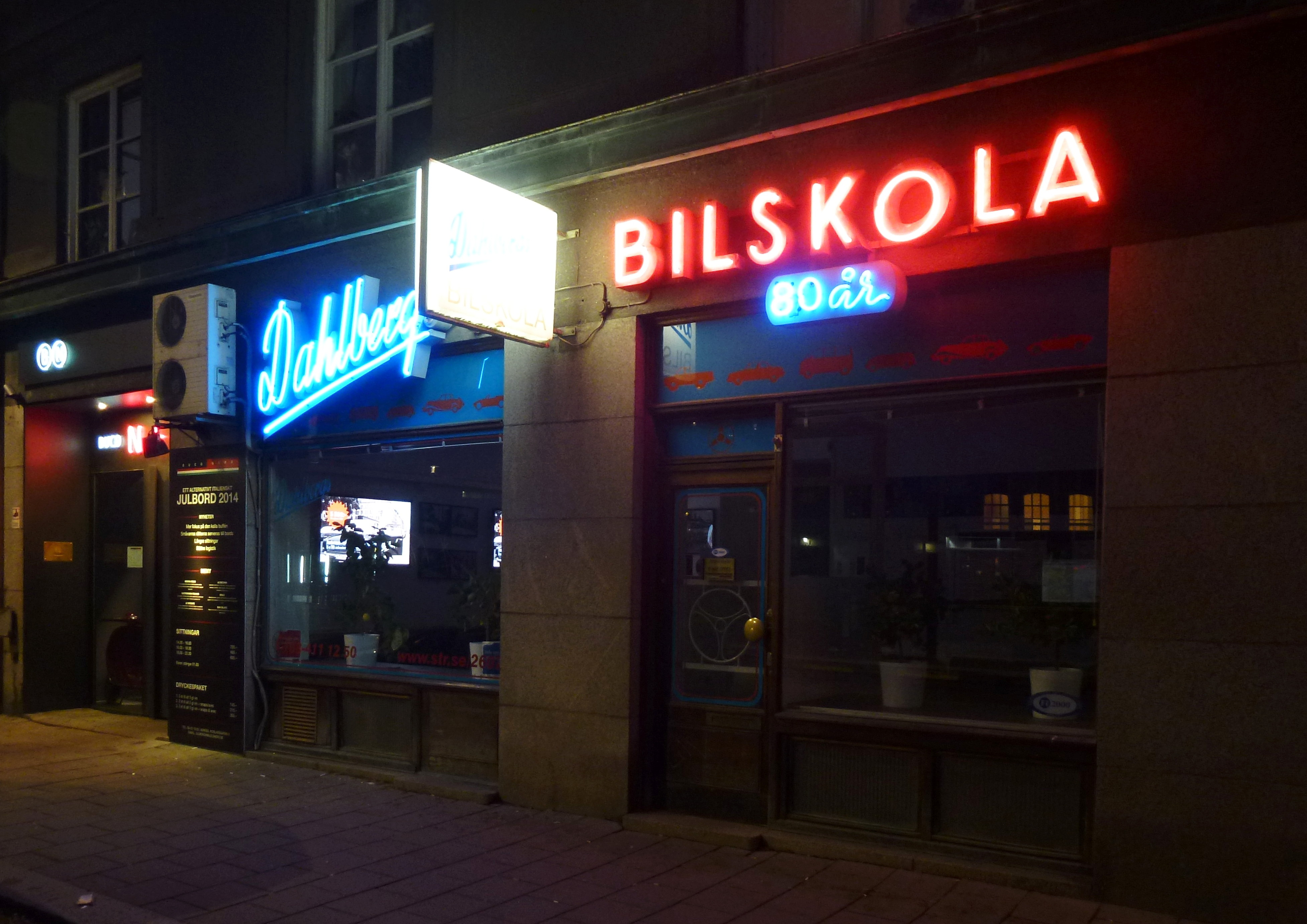
Dahlbergs Bilskola, november 2014.

Dahlbergs bilskolas skylt är en neonreklam för Dahlbergs bilskola, belägen på Roslagsgatan 4 i Vasastan, Stockholm. Bilskolan finns sedan 1952 på denna adress och de välkända neonskyltarna monterades på 1960-talet på husets fasad.

## Historik

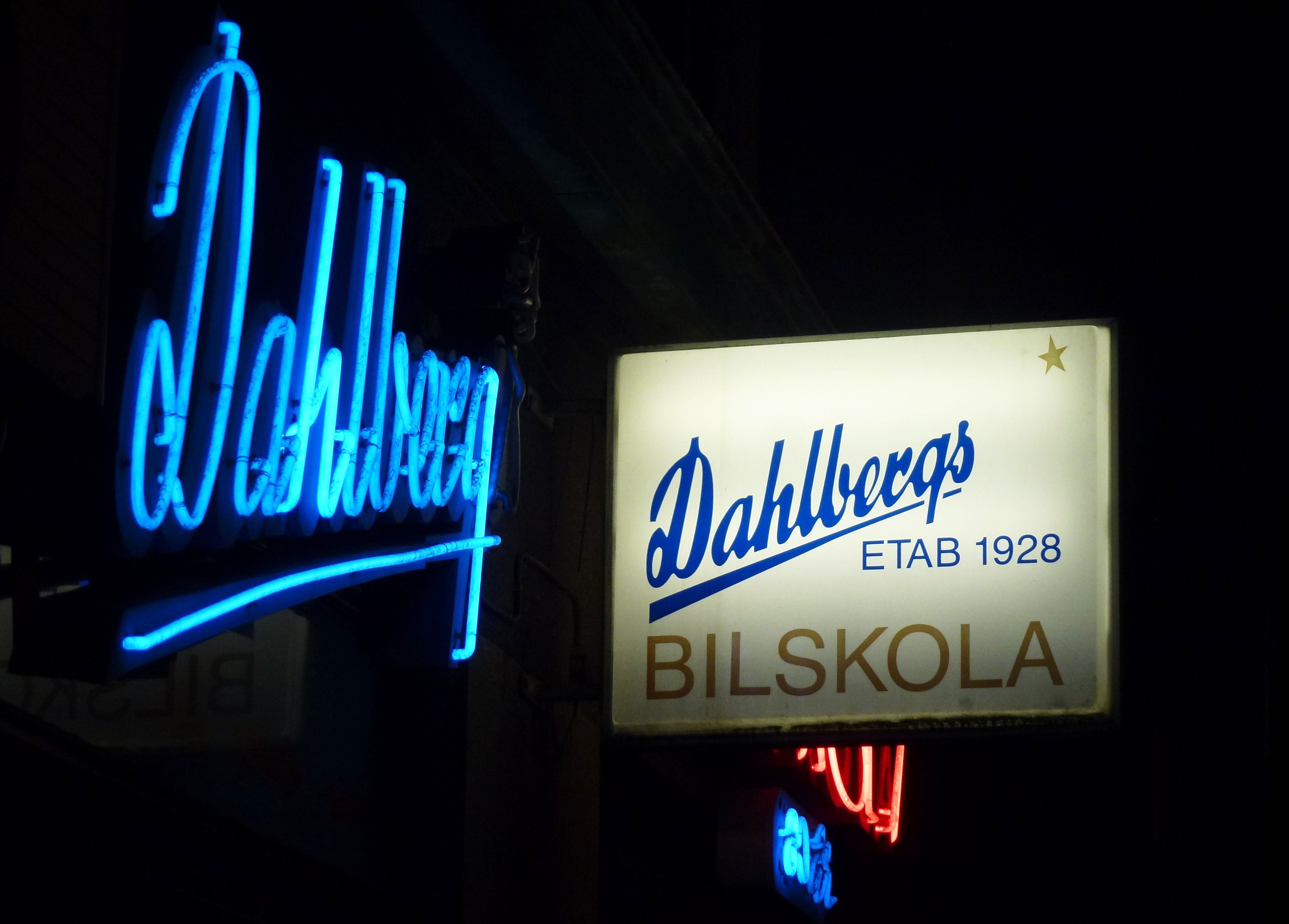
Ljuslådan.

Byggnaden i kvarteret Muraren uppfördes mellan 1929 och 1931 efter ritningar av arkitekt Harald Mores. I bottenvåningen anordnades lokaler för affärer. Dahlbergs bilskola grundades 1928 av Hugo Dahlberg i Gottsunda och har sedan 1952 funnits på nuvarande adress. Dahlberg ägde och drev rörelsen fram till 1985. Nuvarande ägare tillträdde år 2001.

## Skyltarna
Skylten består av flera delar. Över skyltfönstret till vänster om entrén står texten ”Dahlbergs” i slängig skrivstil, understryket och i blålysande neonrör samt en liten röd neonstjärna på slutet. Det var samtidigt firmans logotyp och stod på övningsbilarnas dörrar.
Mellan skyltfönster sitter en vinkelrätt mot fasaden monterad dubbelsidig ljuslåda i plast med text ”Dahlbergs BILSKOLA ETAB 1928”. Över entrén och högra skyltfönster återfinns texten ”BILSKOLA” i fristående versaler och rödlysande neonbokstäver. Därunder en liten tilläggsskylt ”80 år” i blålysande rör. Tilläggsskylten uppdateras med jämna mellanrum. Vid Stadsmuseets neonskyltsinventering från 1998 stod ”70 år”. 
Skyltarna tillverkades av Roos Neon och kom upp på 1960-talet, dock inte samtidigt. Tidigare fanns även en dubbelsidig neonskylt med texten ”BILSKOLA & MC SKOLA” och högst upp på husgaveln mot Jarlaplan satt mellan 1958 och  1983 ytterligare en neonskylt med text ”Dahlbergs Bilskola”.

## Bilder

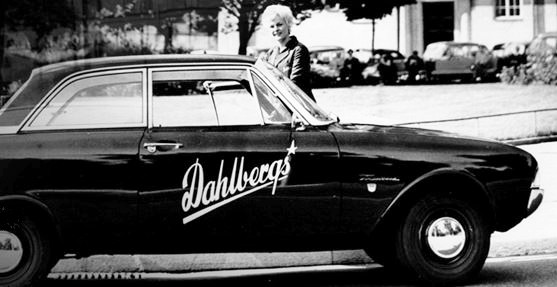
En övningsbil från "Dahlbergs", 1960-tal.
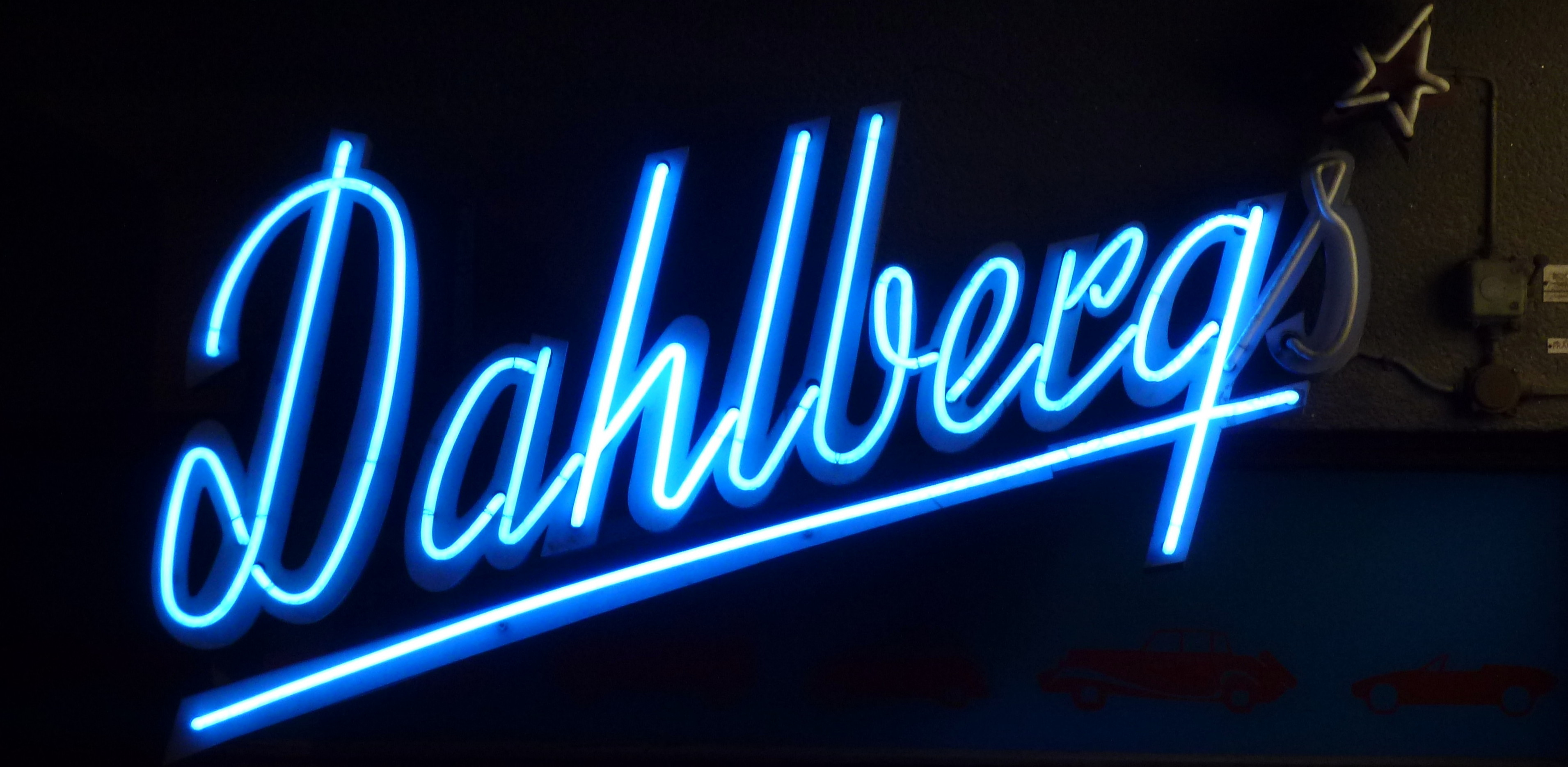
"Dahlbergs".
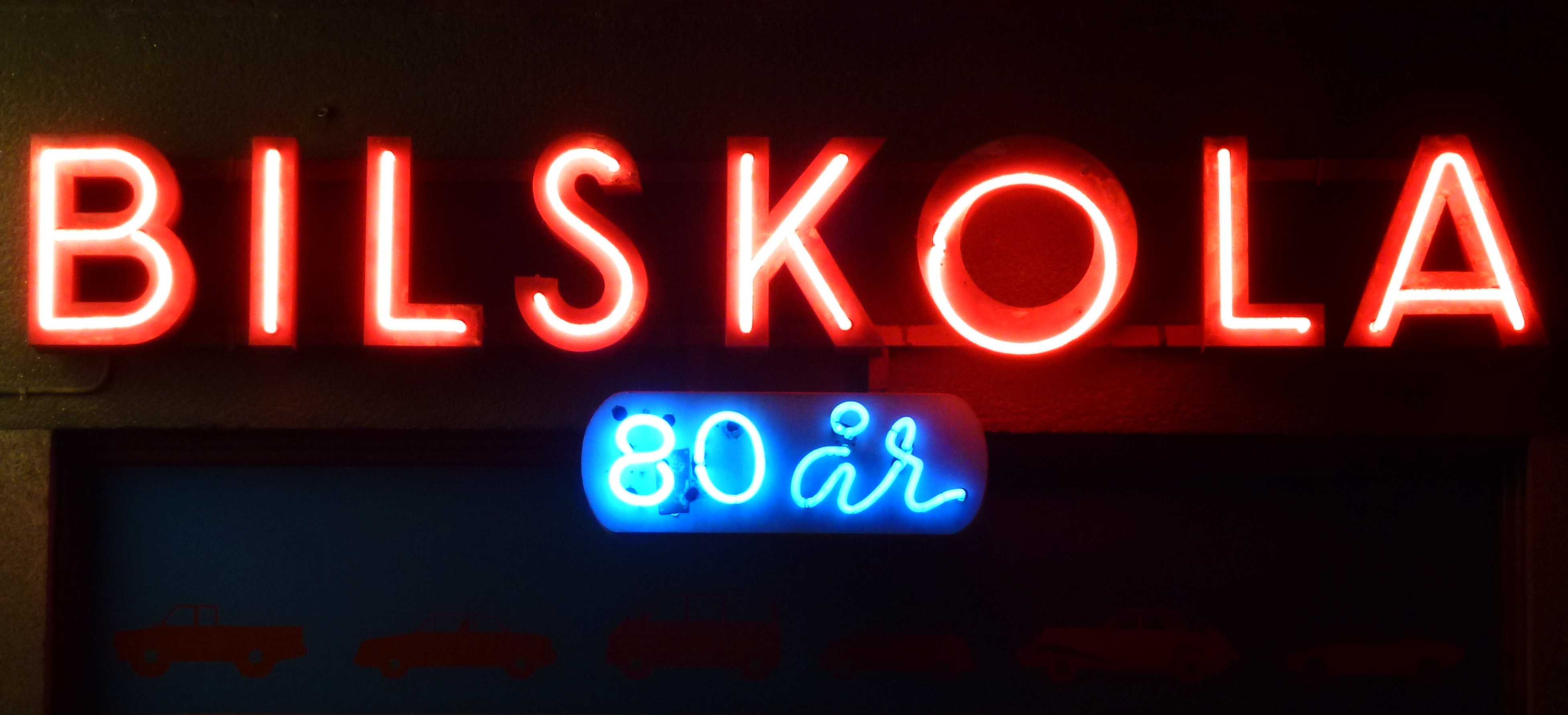
"BILSKOLA - 80 år".